# Skutskärs kyrka
Skutskärs kyrka eller Johanneskyrkan är en kyrkobyggnad som tillhör Älvkarleby-Skutskärs församling i Uppsala stift. Kyrkan ligger i samhället Skutskär vid kusten i nordligaste Uppland, mellan Dalälvens utlopp i Gävlebukten och gränsen mot Gästrikland. Skutskär är ett ungt samhälle som har sitt ursprung i det sågverk som anlades på platsen under 1870-talet. Kyrkan står på en höjd i ett grönområde som ligger i samhällets norra utkant.

## Kyrkobyggnaden
Skutskärs kyrka är byggd 1906 av tegel och består av ett rymligt långhus med polygonalt absidkor i öster. Vid korets södra hörn finns en utbyggnad där ursprungliga sakristian var inhyst. Vid långhusets västra kortsida finns kyrktornet med huvudingång som leder till vapenhuset. Korsarmar sträcker sig ut från långhusets norra och södra sida. Det höga, luftiga långhuset täcks av en öppen takstol och koret av ett murat kryssvalv. I vapenhuset finns kryssvalv. Alla fönster är spetsbågiga bortsett från ett rosettfönster över huvudentrén i väster.

### Tillkomst
Från början saknades kyrka i Skutskär så andra byggnader fick nyttjas till gudstjänster. Första gudstjänstlokalen var en sal i en skola, byggd 1871. Från 1884 hölls gudstjänster i ett församlingshus. Efter år av planeringar och diskussioner fattades 27 december 1896 beslutet att bygga en kyrka. Samma år anlades en kyrkogård på platsen. 20 november 1903 fastställdes ritningarna av Kunglig Majestät.
Den vitputsade stenkyrkan i nygotisk stil uppfördes 1904 - 1906 efter ritningar av arkitekterna Nils Nordén och Gustaf Hermansson. 20 augusti 1904 lades grundstenen. 22 juni 1906 ägde slutbesiktningen rum och på Midsommardagen invigdes kyrkan av ärkebiskop Johan August Ekman. Kyrkan fick namnet Johanneskyrkan eftersom Midsommardagen också är Johannes Döparens dag.

### Branden 1921 och återuppbyggnaden
Natten till den 7 januari 1921 eldhärjades kyrkan och förstördes helt bortsett från murarna och tornets nederdel som var byggda av tegel. Några av de inventarier som man hann rädda var: dopfunten, kyrksilvret, mässhaken, kandelabrar samt några möbler och böcker. Återuppbyggnaden påbörjades omgående och 18 december samma år återinvigdes kyrkan av ärkebiskop Nathan Söderblom.
Konstnären Sven Linnborg har utfört dekorativa målningar i vapenhuset, koret och i långhuset, först under kyrkans byggnadstid och sedan efter branden 1921. Sven Linnborg har dekorerat vapenhusets väggar och kryssvalv med målningar som imiterar murverk. Tre glasmålade fönster i korabsiden, som är kyrkorummets blickfång, har tillkommit 1921.

### Restaureringen 1977-1978
Åren 1977-1978 restaurerades kyrkan efter ritningar av Per Borgström. Altaret flyttades fram och blev fristående. Predikstolen flyttades från korets södra vägg till långhusets norra sida. Antalet kyrkbänkar minskades till hälften. Framför allt gällde det korsarmarna, som nu avstängdes från kyrkorummet med målade skärmar. Norra korsarmen fungerar numera som sakristia medan södra korsarmen är förvaringsutrymme. Under orgelläktaren i väster inreddes lokaler med doprum och brudkammare. 10 september 1978 återinvigdes kyrkan av domprost Clarence Nilsson.

## Inventarier
- Predikstolen, altaret, altarringen, västläktaren och den öppna bänkinredningen tillkom efter branden 1921 och hade den ursprungliga inredningen som förlaga.
- Dopfunten av gotländsk kalksten är tillverkad 1906 av stenhuggare Carl Müller i Visby. Dopfuntar från 1200-talet har fått stå modell. Funten räddades från branden och står numera i kyrkans kor. Tillhörande dopfat av driven koppar är från 1959.
- Altartavlan, som tillkom efter branden, är målad av Olle Hjortzberg och föreställer den uppståndne Kristus.
- Ett altarkrucifix av driven koppar är skapat av konstnären Bengt Härdelin och anskaffat 1954.

### Orgel
- 1922 bygger Åkerman & Lund Orgelbyggeri AB, Sundbybergs köping en orgel med 22 stämmor, två manualer och pedal.
- Den nuvarande orgeln är byggd mellan 1978 och 1980 av Grönlunds Orgelbyggeri AB, Gammelstaden och är en mekanisk orgel med slejflådor. Den har ett tonomfång på 56/30.

| Huvudverk I       | Svällverk II           | Pedal           | Koppel |
| Gedacktpommer 16´ | Dubbelflöjt 8´         | Principal 16´   | I/P    |
| Principal 8´      | Fugara 8'              | Subbas 16'      | II/P   |
| Hålflöjt 8'       | Unda maris 8'          | Oktava 8'       | II/I   |
| Oktava 4'         | Italiensk Principal 4' | Gedacktbas 8'   |        |
| Spetsflöjt 4'     | Traversflöjt 4'        | Oktava 4'       |        |
| Oktava 2'         | Kvinta 2 2/3'          | Rauschkvint III |        |
| Cornett IV        | Oktava 2'              | Basun 16'       |        |
| Mixtur IV         | Sesquialtera II        | Trumpet 8'      |        |
| Trumpet 8'        | Mixtur V               |                 |        |
|                   | Bombard 16'            |                 |        |
|                   | Oboe 8'                |                 |        |
|                   | Tremulant              |                 |        |
|                   | Crescendosvällare      |                 |        |

- Kororgeln tillverkades 1980 av Grönlunds Orgelbyggeri.

## Bildgalleri

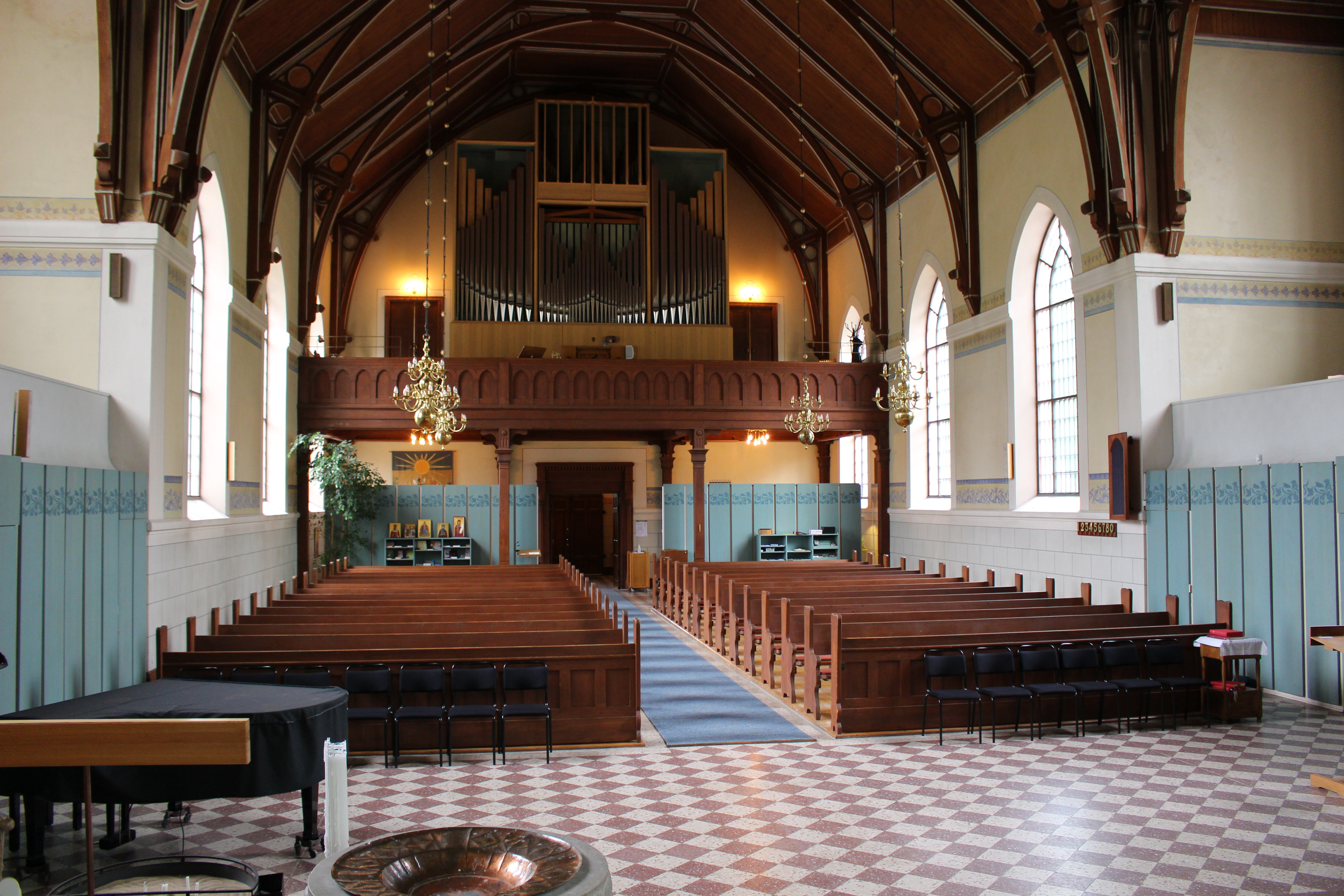
Kyrkorum mot ingång
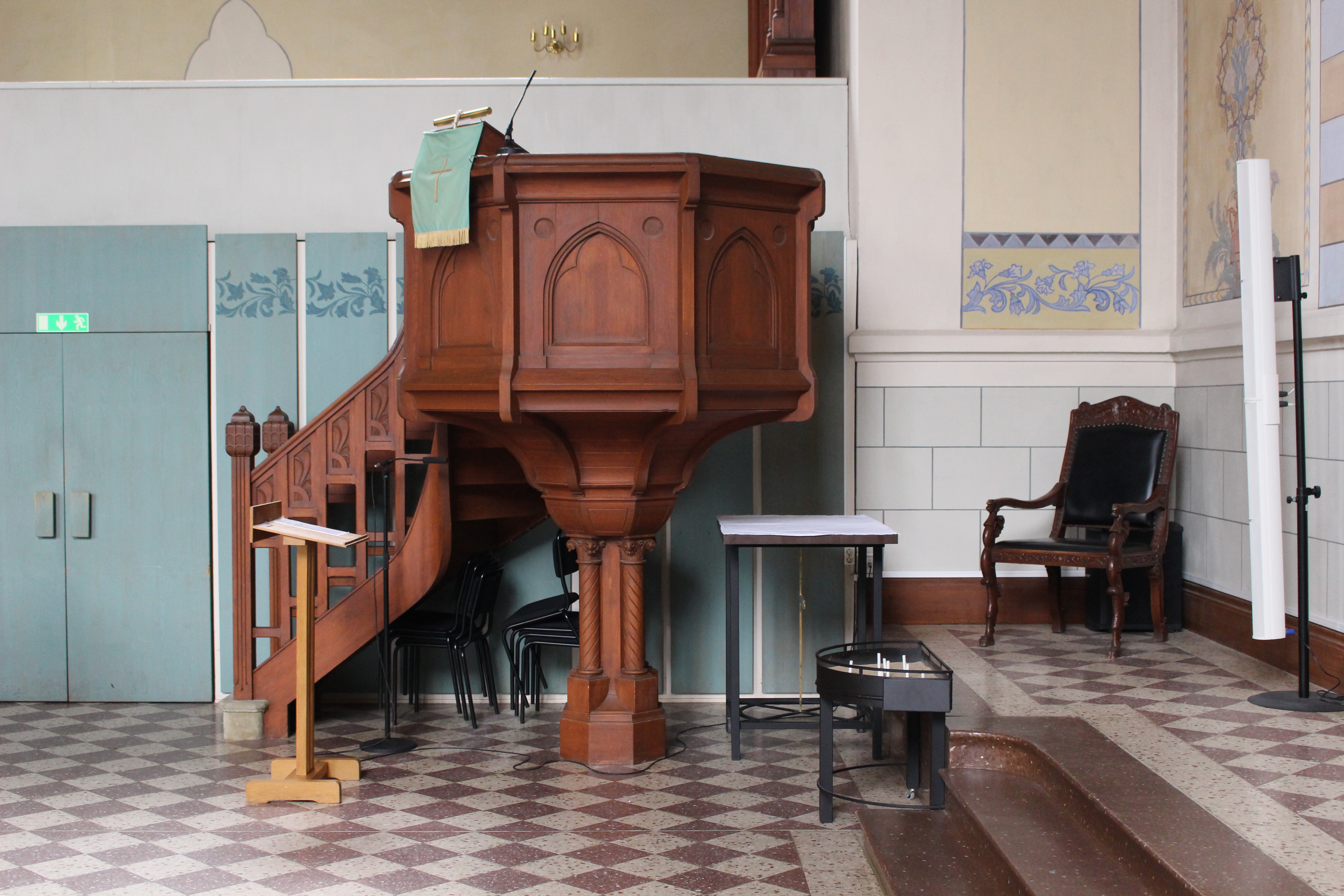
Predikstol
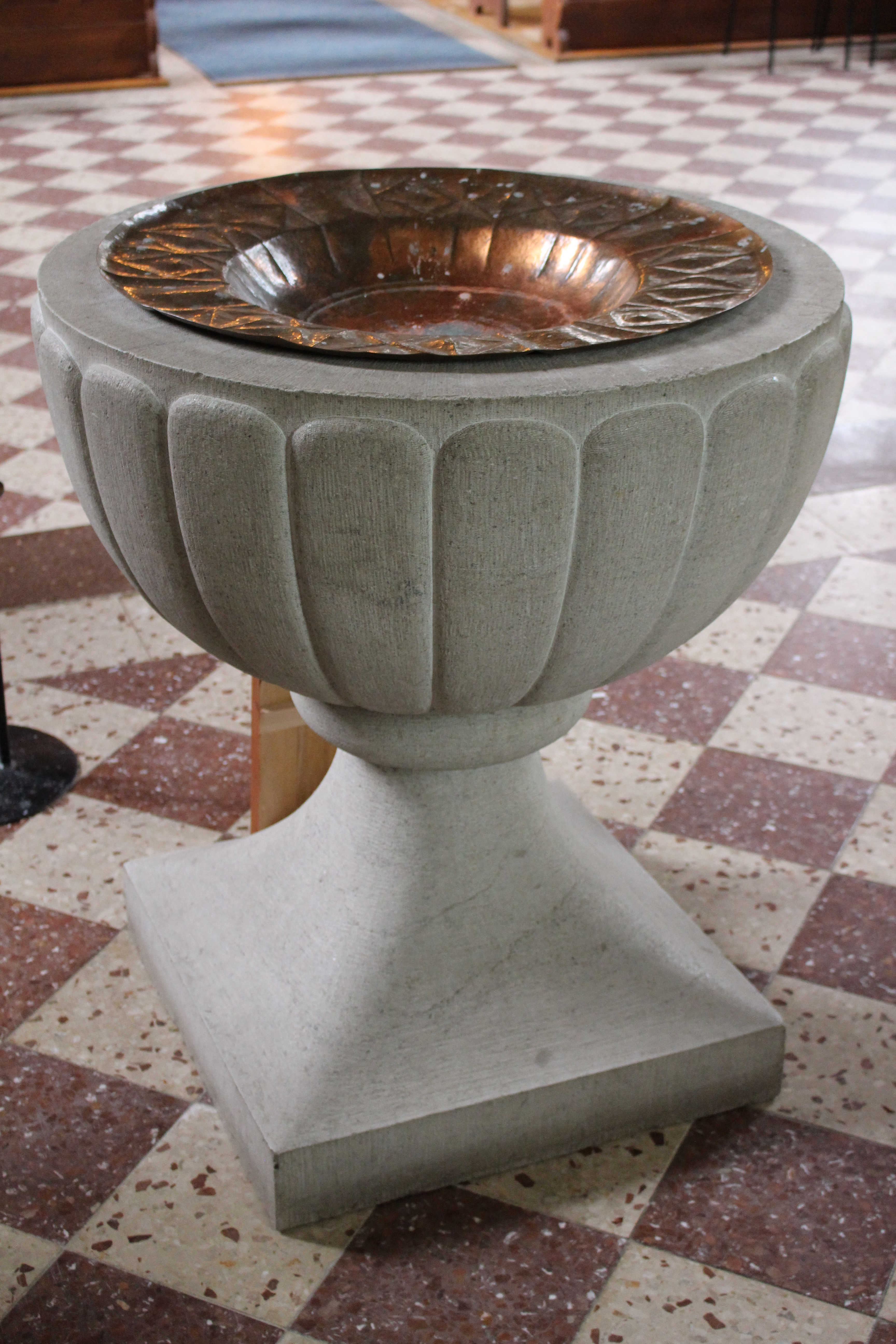
Dopfunt
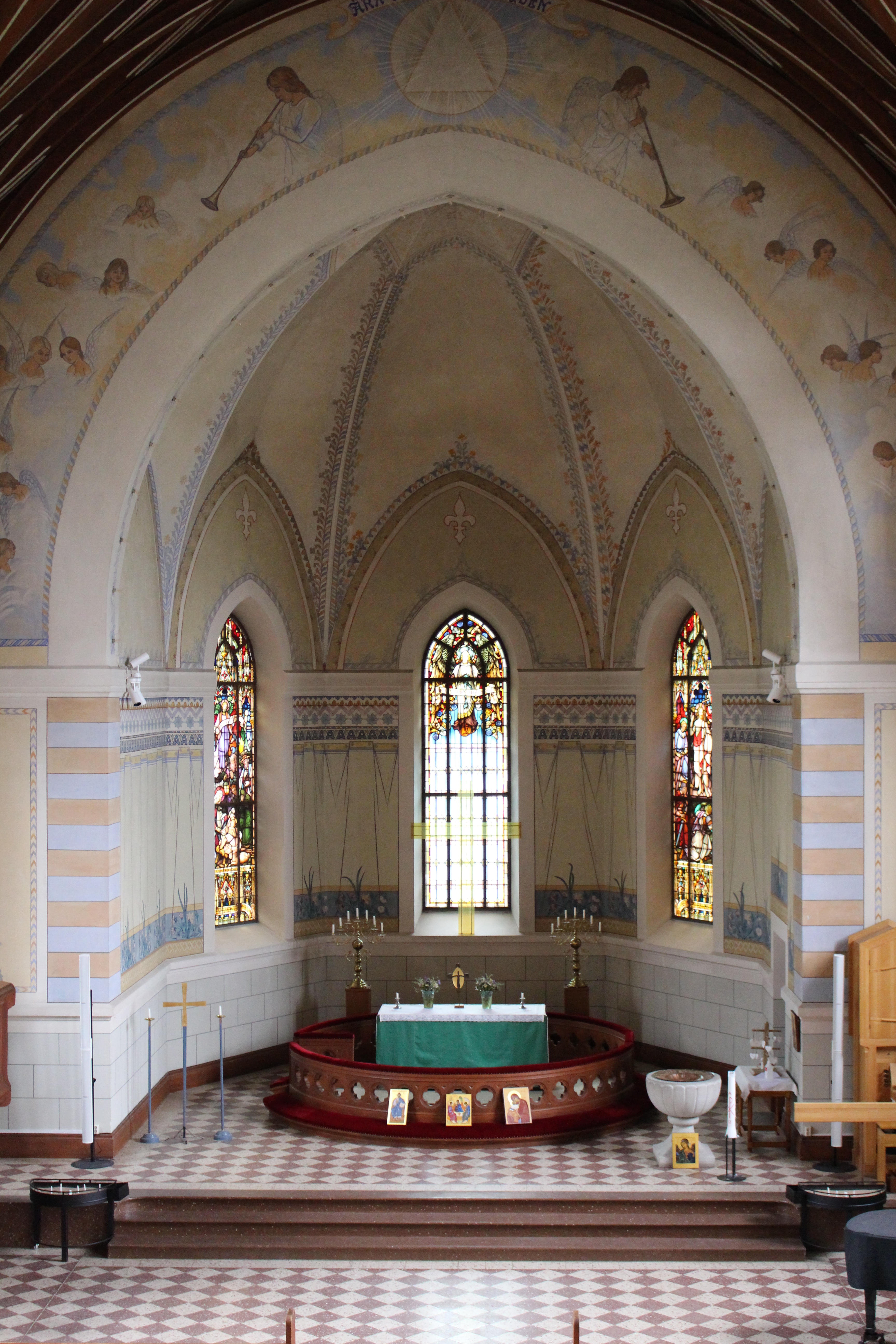
Koret
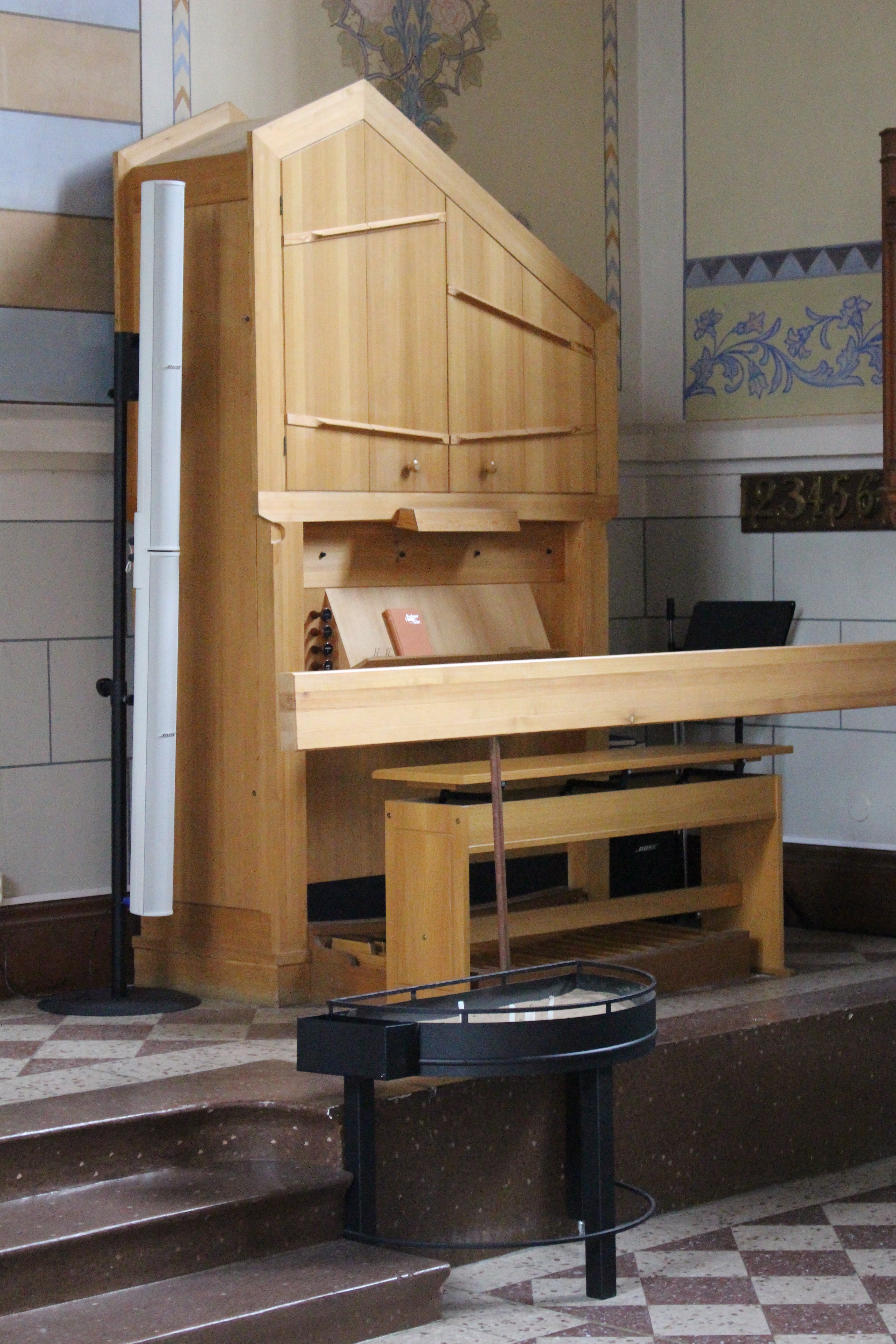
Kororgel
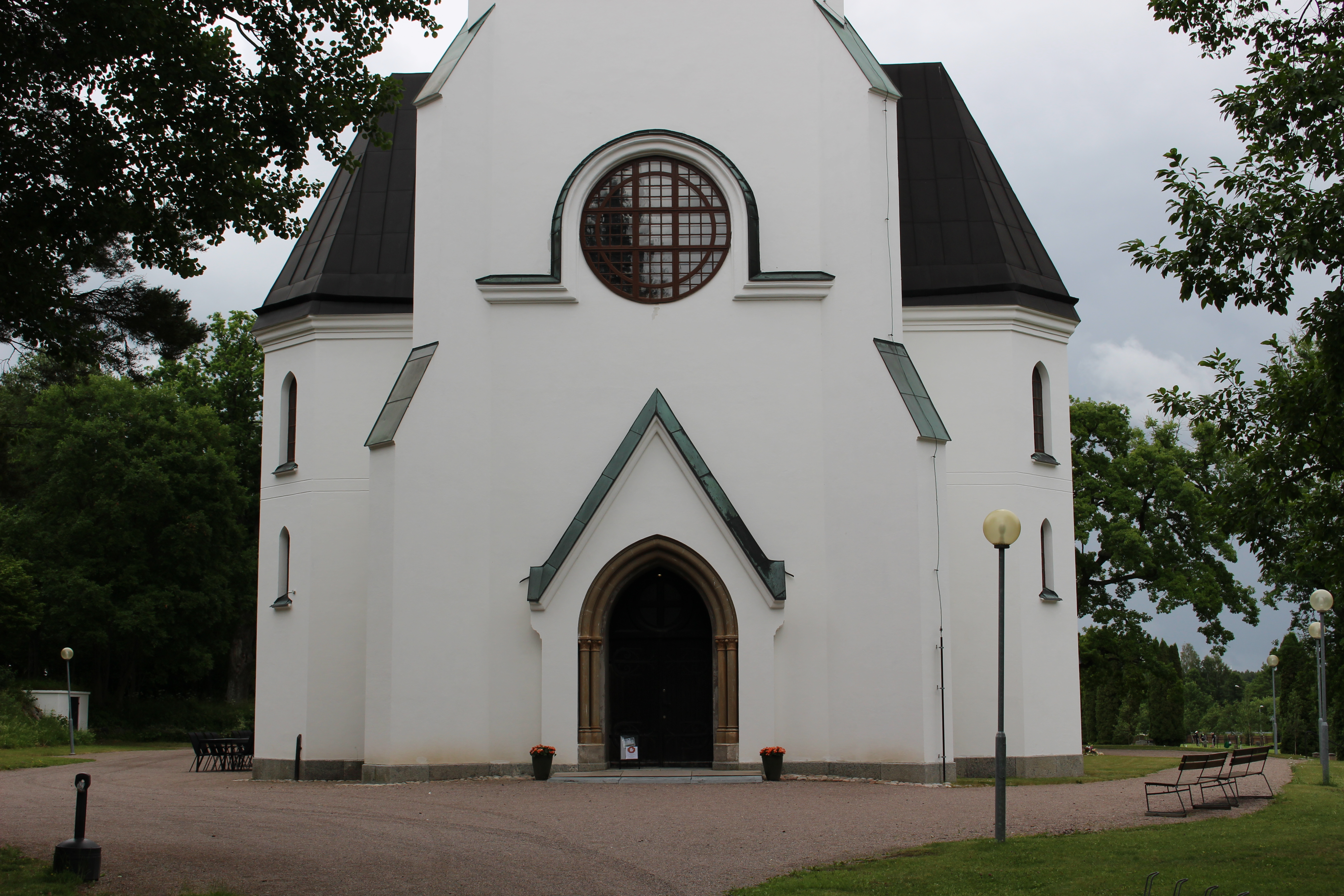
Kyrkans ingång
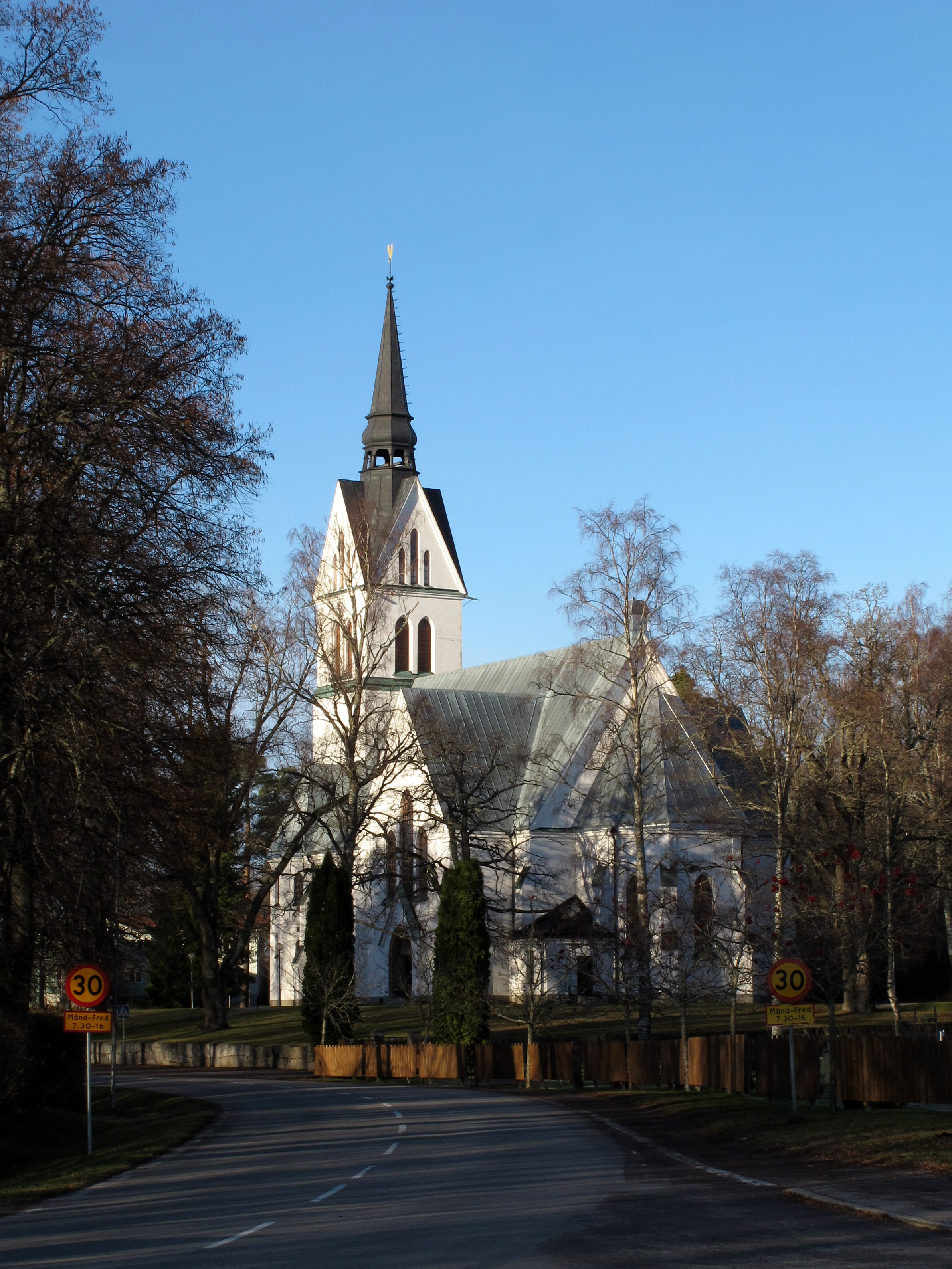
Kyrkan bakifrån

### Webbkällor
- byggnadspresentation
- Älvkarleby-Skutskärs församling
- Wikimedia Commons har media som rör Skutskärs kyrka.